# Kropptjärnen (Mora socken, Dalarna)
Kropptjärnen är en sjö i Mora kommun i Dalarna och ingår i Dalälvens huvudavrinningsområde. Sjöns area är 0,045 kvadratkilometer och den är belägen 447 meter över havet.